# Generalny Inspektorat Kawalerii
Generalny Inspektorat Kawalerii (do 19 kwietnia 1924 nazywany Generalnym Inspektoratem Jazdy) – instytucja wojskowa nadzorująca kawalerię WP w latach 1921-1926.

## Geneza
Stanowisko Inspektora Jazdy miało długą tradycję w Wojsku Polskim. Pierwszy raz ustanowiono tę instytucję w 1808 w armii Księstwa Warszawskiego, a funkcję inspektora jazdy pełnił wówczas gen. Aleksander Rożniecki.
Po odzyskaniu niepodległości w 1918 roku, pierwotnie w armii II RP funkcjonował także Inspektorat Jazdy (dokładna data utworzenia nie jest znana) na czele z gen. dyw. Zygmuntem Łempickim. Z dniem 5 czerwca 1919 roku Inspektorat Jazdy został przemianowany na Generalny Inspektorat Jazdy. 1 marca 1920 roku GIJ został rozwiązany, a jego miejsce zajęła Sekcja Jazdy przy Departamencie I Broni Głównych i Wojsk Taborowych, na czele której pułkownik Adam Jerzy Bieliński.
Po zakończeniu wojny polsko-bolszewickiej i przejściu armii na stopę pokojową nastąpiła reorganizacja najwyższych władz wojskowych. W ramach przeprowadzonych zmian powołano Generalne Inspektoraty Artylerii i Jazdy, a później także Wojsk Technicznych, Szkół i Piechoty.
Generalny Inspektorat Jazdy tworzony był stopniowo, już w kwietniu 1921 inspekcję jazdy powierzono gen. Tadeuszowi Rozwadowskiemu, a w sierpniu 1921 ustanowiono stanowisko pomocnika Generalnego Inspektora Jazdy, na które został powołany gen. Roman Żaba zastąpiony w październiku 1921 r. przez płk. Władysława Oksza-Orzechowskiego.
We wrześniu 1921 minister spraw wojskowych gen. Kazimierz Sosnkowski wydał rozporządzenie, w którym ustalił etat Generalnego Inspektora Jazdy, a w grudniu ustalił także organizację i zakres działania Generalnego Inspektoratu Jazdy (GIJ). W następny roku prestiż Generalnego Inspektoratu Jazdy wzmocniono dodatkowo przemianowując stanowisko pomocnika GIJ na zastępcę tegoż. Siedziba GIJ pierwotnie znajdowała się w Warszawie w Hotelu Europejskim, następnie przeniesiona została do Pałacu Mostowskich, a następnie (1924 r.) na Krakowskie Przedmieście nr 11.

## Zakres obowiązków
Generalny Inspektor Jazdy miał obowiązek stałego nadzoru nad sprawnością i gotowością bojową formacji jazdy polskiej. Opiniował polską kawalerię pod względem wyposażenia bojowego oraz wyszkolenia taktycznego oddziałów i dowódców tej broni. Rozkaz ministra spraw wojskowych nakładał na niego obowiązek nadzorowania ćwiczeń jazdy, inspekcji szkół i kursów specjalnych jazdy, kwalifikowania oficerów od dowódców szwadronów w górę oraz opiniowania wszelkich regulaminów i instrukcji taktycznych dla jazdy.
W czerwcu 1924 r. nastąpiły zmiany w organizacji naczelnych władz kawalerii. Utworzono stanowisko inspektora remontu (zakup koni dla wojska) przy Generalnym Inspektorze Kawalerii, znosząc jednocześnie stanowiska inspektora organów remontu w Departamencie II Ministerstwa Spraw Wojskowych oraz stanowisko zastępcy Generalnego Inspektora Kawalerii. Na początku 1925 r. stanowisko inspektora remontów objął gen. Filip Siarkiewicz.
Generalny Inspektor Kawalerii dysponował własnym sztabem, złożonym z oficerów posiadających zarówno wykształcenie formalne w zakresie tej broni, jak i doświadczenie frontowe. Na czele sztabu stał pierwszy oficer sztabu odpowiedzialny przed Inspektorem za całokształt prac. 15 lipca 1924 r. stanowisko to objął ppłk SG Władysław Anders.
Kierownictwo GIK ściśle współpracowało z Departamentem II Kawalerii Ministerstwa Spraw Wojskowych, Sztabem Generalnym WP oraz inspektorami jazdy funkcjonującymi przy Inspektoratach Armii: Juliuszem Rómmlem – Inspektorem Jazdy nr I w Wilnie, Gustawem Orlicz-Dreszerem – Inspektorem Jazdy nr II w Warszawie oraz Aleksandrem Pajewskim – Inspektorem Jazdy nr III we Lwowie.
W latach 1921–1926 Generalny Inspektorat Kawalerii miał istotny wpływ na organizację, uzbrojenie i wyszkolenie polskiej kawalerii. W kwietniu 1924 na wniosek Generalnego Inspektora Jazdy gen. broni Tadeusza Rozwadowskiego minister spraw wojskowych gen. Władysław Sikorski wprowadził nową organizację kawalerii na stopie pokojowej. Sprawdzianem dla zreorganizowanej kawalerii były wielkie manewry na Wołyniu w sierpniu 1925 r., na które przybyli reprezentanci obcych wojsk: z Francji – gen. Henri Gouraud, z Anglii – gen. William Ironside, z Włoch – gen. Severio Grazioli, Rumunii – gen. Lupescu i z Czechosłowacji – gen. Jan Syrový. Wymienieni dowódcy wysoko ocenili wyszkolenie polskich jednostek na czele z kawalerią.
Personel GIK, zwłaszcza gen. Rozwadowski, miał także duży wpływ na rozwój szkolnictwa kawaleryjskiego, na czele z Centralną Szkołę Kawalerii w Grudziądzu.

## Obsada personalna
W 1923 roku
- Generalny Inspektor Jazdy – gen. broni Tadeusz Rozwadowski
- oficer ordynansowy – por. / kpt. art. Jerzy Gołogórski (do 1 VII 1924[3])
- zastępca Generalna Inspektora Jazdy – płk Władysław Oksza-Orzechowski

Oficerowie sztabu
- mjr pd SG dr Mieczysław Grużewski (do 2 XI 1923 → słuchacz WSWoj)
- rtm. Stanisław Langiert
- rtm. Stanisław Dworzak
- por. Zygmunt Bakanowicz

W 1924 roku
- Generalny Inspektor Kawalerii – gen. broni Tadeusz Rozwadowski
- oficer ordynansowy – por. / rtm. Stanisław Langiert
- Inspektor Remontu przy Generalnym Inspektorze Kawalerii – wakat
- I oficer sztabu – ppłk / płk SG Władysław Anders (od 15 VII 1924[5])
- oficer sztabu – mjr SG Marian Słoniński (do 10 IX 1924 → szef sztabu 3 DK[6])
- oficer sztabu – kpt. SG Jerzy Suzin
- oficer sztabu – por. Antoni Tuncelman

Obsada GIK wedle pisma W. Andersa z 1926 r.
- gen. Tadeusz Rozwadowski – GIK
- gen. Filip Siarkiewicz – inspektor remontów przy GIK
- por. rtm. Stanisław Langiert

Oficerowie sztabu
- płk SG Władysław Anders
- ppłk SG Jerzy Grobicki
- kpt. Jerzy Suzin

## Likwidacja GIK
Likwidacja Generalnego Inspektoratu Kawalerii nastąpiła, 9 czerwca 1926 r., po zamachu majowym. Rozwiązanie tej instytucji uzasadniano koniecznością reformy najwyższych władz wojskowych, faktycznie jednak u podstaw tej decyzji stały względy personalne. Na czele generalnych inspektoratów broni (m.in. Kawalerii – gen. Rozwadowski, Artylerii – gen. Józef Haller) stali generałowie będący w opozycji do zwycięskiego obozu piłsudczykowskiego, których usunięto z Wojska Polskiego. W literaturze przedmiotu przeważa negatywna opinia o likwidacji tych instytucji zwłaszcza Generalnych Inspektoratów Kawalerii i Artylerii.